# Bernadette Schild
Bernadette Schild, född den 2 januari 1990 i Saalfelden, Salzburg, är en österrikisk före detta alpin skidåkare. Hon är yngre syster till Marlies Schild.
Bernadette Schild gjorde sin världscupdebut i mars 2008 i Bormio, där hon körde ur i andra åket. Sina första världscuppoäng tog hon den 29 december 2008 i Semmering då hon slutade på plats 24. Sina främsta världscupmeriter hittills (januari 2014) har hon från mars 2013 i Lenzerheide, där hon slutade tvåa, samt från december 2013 i Courchevel där hon blev trea. Vid alla dessa tillfällen tävlade hon i slalom.
Schild tog en guldmedalj i  slalom i junior-VM 2008 och en silvermedalj i denna tävling året efter.
Hon deltog i VM 2013, där hon slutade på tolfte plats i slalom.
Hon fick totalt tre pallplatser i karriären, den senaste kom 2 februari 2014 i Kranjska Gora då hon delade podium med sin syster.
Schild drabbades av knäskador som förstörde säsongerna 2019–2020 och 2020–2021. I mars 2021 meddelade hon att hon tvingades avsluta sin karriär till följd av skadorna.